# Fimbrie
Fimbrier (lat. fimbriae) även kallade pili är trådformade utskott av protein som förekommer på ytan av många gramnegativa bakterier men även hos grampositiva bakterier och gör att de lättare fäster sig vid varandra eller andra organismers cellyta. Utskottens tjocklek varierar mellan tre och fem nm och längden kan vara upp till några μm, vilket är mindre än en annan typ av utskott, flageller, som också kan förekomma hos bakterier och som i sin tur skiljer sig helt från flageller hos eukaryota celler.